# Palo Alto
Palo Alto es una ciudad del condado de Santa Clara, en el estado de California (Estados Unidos). Se encuentra en el Área de la Bahía de San Francisco, en el extremo norte de Silicon Valley, cerca de la Universidad Stanford (técnicamente la universidad está situada en Stanford). Muchas empresas de tecnología, como Hewlett-Packard y Xerox, tienen su sede en Palo Alto. Según el censo de 2000 tenía una población de 58 598, y en 2005 contaba con 56 993 habitantes.
Palo Alto se fundó en 1796. El nombre de la ciudad proviene de una secuoya gigante llamada 'El Palo Alto', una primera instancia primero por los marinos españoles que trazaron la ruta del Galeón de Manila y después por los mexicanos. El nombre fue asignado por el tamaño y gran visibilidad de un árbol en el Área de la Bahía de San Francisco, y servía como punto de referencia para saber dónde hacer escala y descansar (se construyeron pequeñas instalaciones para ello), una vez regresaban del duro viaje a Filipinas. Este viaje se realizaba una o dos veces al año, y las tripulaciones eran generalmente distintas a las del año anterior, por lo que fue preciso utilizar referencias geográficas claras para las cambiantes tripulaciones; "atracar en El Palo Alto".[cita requerida]
Es uno de los lugares más caros para vivir de los Estados Unidos, con viviendas de tamaño pequeño costando de 700 a 800 mil dólares.[cita requerida] En Palo Alto también se encuentran las oficinas de Google, VMware, PayPal y las compañías Apple, Facebook y Pinterest.
También es el lugar donde nació la primera organización ciberactivista de la historia, Computer Professionals for Social Responsibility, por posibles tentativas que indujeran a guerras nucleares.

## Geografía

### Topografía
Palo Alto es atravesada por varios arroyos que fluyen al norte de San Francisco Bay, Adobe Creek en su límite oriental, San Francisquito Creek en su límite occidental, y Matadero Creek en entre los otros dos. Arastradero Creek es afluente Matadero Creek, y Barron Creek está desviado a Adobe Creek, justo al sur de la carretera 101 por un canal de desviación. El cauce principal de San Francisquito Creek está formado por la confluencia de Corte Madera Creek y Bear Creek no muy por debajo de la presa de Searsville. Más abajo, Los Trancos Creek es afluente a San Francisquito Creek debajo de la Interestatal 280.

### Características del medio ambiente
Palo Alto tiene una serie de hábitats naturales importantes, incluidos los estuarios, de ribera y bosque de robles. Muchos de estos hábitats son visibles en Foothill Park, que es propiedad de la ciudad. El Charleston Slough contiene una rica zona de marismas y litoral, proporcionando áreas de alimentación para una gran variedad de aves playeras y otra fauna del estuario.
Palo Alto se encuentra en la sección del sudeste de la península de San Francisco. Limita al norte con East Palo Alto, al este con Mountain View, hacia el sureste y el sur de Los Altos y Los Altos Hills, al suroeste de Portola Valley, y al oeste por Stanford y Menlo Park.
Según la oficina del censo de Estados Unidos, la ciudad tiene un área total de 25.8 millas cuadradas (67 km²), 23.9 millas cuadradas (62 km²) es tierra y 1.9 millas cuadradas (4.9 km²) (7.38 %) es agua.
La elevación oficial es de 56 pies (17 m) sobre el nivel del mar,[cita requerida] pero los límites de la ciudad llegan así a las colinas de la península. Hay señales que denotan los límites de la ciudad de Skyline Boulevard (carretera 35) y el sendero Stevens Canyon (zona de la grieta falla de San Andrés).

### Clima
Típico de la Bahía de San Francisco, Palo Alto tiene un clima mediterráneo, con inviernos fríos y húmedos y veranos cálidos y secos. Por lo general, en los meses de verano, cuando el sol se pone, fluye el banco de niebla sobre las colinas al oeste y cubre el cielo de la noche, creando así una manta que ayuda a atrapar el calor del verano absorbido durante el día. Aun así, es raro que la temperatura baja durante la noche a superar los 60 °F (16 °C).
En enero, las temperaturas medias oscilan entre 38,5 °F (3.6 °C) a 57,4 °F (14,1 °C). En julio, las temperaturas medias oscilan entre 54,9 °F (12,7 °C) a 78,4 °F (25,8 °C). La alta temperatura récord fue de 107 °F (42 °C), el 15 de junio de 1961, y la baja temperatura récord fue de 15 °F (–9 °C), el 17 de noviembre de 2003. Las temperaturas alcanzan los 90 °F (32 °C) o más en un promedio de 9,9 días. Las temperaturas descienden a 32 °F (0 °C) o más baja en un promedio de 16,1 días.
Debido a las montañas de Santa Cruz, al oeste, hay una «sombra de lluvia» en Palo Alto, lo que resulta en una precipitación media anual de solamente 15.32 pulgadas (389 mm). Precipitaciones mensurables ocurren en un promedio de 57 días por año. El año más lluvioso en el registro fue 1983 con 32.51 pulgadas (826 mm) y el año más seco fue 1976 con 7,34 pulgadas (186 mm). La mayor de las precipitaciones en un mes fue de 12,43 pulgadas (316 mm) en febrero de 1998 y la mayor de las precipitaciones en un día fue de 3,75 pulgadas (95 mm), el 3 de febrero de 1998. Las nevadas mensurables son muy raras en Palo Alto, pero una de 1,5 pulgadas (38 mm) cayó el 21 de enero de 1962.

## Gobierno local
Palo Alto se constituyó en 1894, y en 1909 creó, por carta municipal, un gobierno local que consta de un Consejo de la Ciudad de quince miembros, con responsabilidades para las distintas funciones gubernamentales delegadas a los comités designados. En 1950, el Ayuntamiento aprobó un Concejo municipal. Varios comités designados seguirá asesorando al Ayuntamiento en temas especializados, tales como la planificación del uso del suelo, los servicios públicos, y las bibliotecas, pero estos comités ya no tienen autoridad directa sobre el personal de la ciudad. Actualmente, el Ayuntamiento cuenta con solamente nueve miembros.
Los términos del alcalde y vicealcalde son por un año y vencen en la primera reunión en enero. La Elección Municipal General se celebra el primer martes después del primer lunes de noviembre, en los años impares. Los Términos del Consejo son para cuatro años. Un exalcalde describió una vez su posición como "Tengo un lugar de estacionamiento; eso es todo".

### Política
La ciudad es fuertemente demócrata con un 52% de los registrados con cualquier partido que son demócratas, frente al 25% registrado en el Partido Republicano. En la legislatura estatal, Palo Alto se encuentra en el Distrito Senatorial 13, representado por el demócrata Jerry Hill, y en el Distrito 24 de la Asamblea, representado por el demócrata Rich Gordon.
El gobierno federal de Palo Alto se encuentra en el 18o distrito del Congreso de California, representado por la demócrata Anna Eshoo.

## Transporte

### Carreteras
Palo Alto consta de dos autopistas principales, la carretera 101 y la Interestatal 280, y es atravesada por el bulevar principal de norte a sur de la Península, El Camino Real (SR 82). La ciudad también cuenta indirectamente con la ruta 84 del Estado que atraviesa el puente de Dumbarton al norte.
No hay parquímetros en Palo Alto, y todos los aparcamientos municipales y estructuras de estacionamiento de varios niveles son libres (limitado a dos o tres horas cualquier día de la semana de 8 a 17h). El centro de la ciudad de Palo Alto ha añadido recientemente muchos nuevos lotes para llenar el desbordamiento de los vehículos.

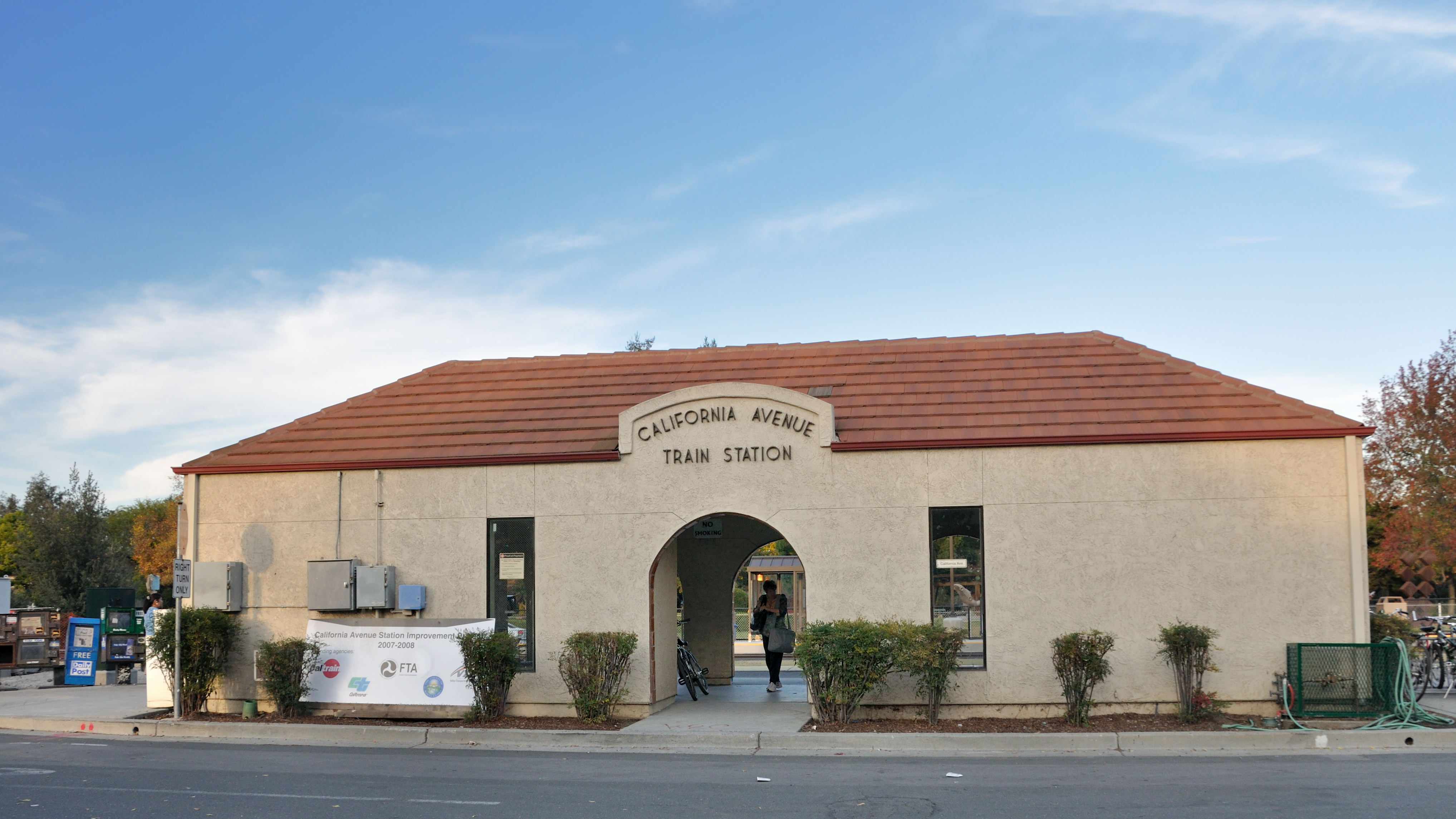
Estación de tren en la Avenida California

### Aire
Palo Alto tiene el aeropuerto de Palo Alto del condado de Santa Clara (KPAO), uno de los de una sola pista aeropuertos con más tráfico de la aviación general en el país. Es utilizado por muchos viajeros diarios que vuelan (por lo general en aviones monomotor privados) de sus hogares en el Valle Central para trabajar en el área de Palo Alto. Las principales compañías aéreas ofrecen servicios en el Aeropuerto Internacional de San Francisco (SFO), a unas 21 millas (34 km) al norte, y el Aeropuerto Internacional de San José (SJC), a unas 15 millas (24 km) al sureste.

### Ferrocarril
El servicio de trenes se encuentra disponible a través de Caltrain con servicio entre San Francisco y San José y que se extiende a Gilroy. Caltrain tiene dos paradas regulares en Palo Alto, uno en la avenida Universidad (locales y Exprés) y el otro en la avenida California (local solamente). Una tercera, la estación de Stanford, que se encuentra al lado de la calle de Alma en Embarcadero Road, se utiliza para proporcionar servicios especiales para eventos deportivos ocasionales (generalmente de fútbol) en el Estadio Stanford. La parada de la avenida de la Universidad es la segunda más popular (detrás de cuarto y Rey en San Francisco) en toda la línea de Caltrain.

### Bus
La Autoridad de Transporte del Valle de Santa Clara (VTA) ofrece servicio de autobús principal a través de Palo Alto con servicio a la bahía sur y Silicon Valley. El Distrito de Tránsito del Condado de San Mateo (SamTrans) proporciona servicio al condado de San Mateo, al norte. La Universidad de Stanford gratuito de traslado (Margarita) ofrece un servicio de autobús complementario desde y hacia el campus, y el Palo Alto gratuito de traslado (Crosstown y Embarcadero), que circula con frecuencia, y da servicio a los principales puntos en Palo Alto, incluyendo la biblioteca principal, centro de la ciudad, el campo de golf municipal, el Caltrain University Ave. Estación, y las dos escuelas secundarias.

### Ciclismo

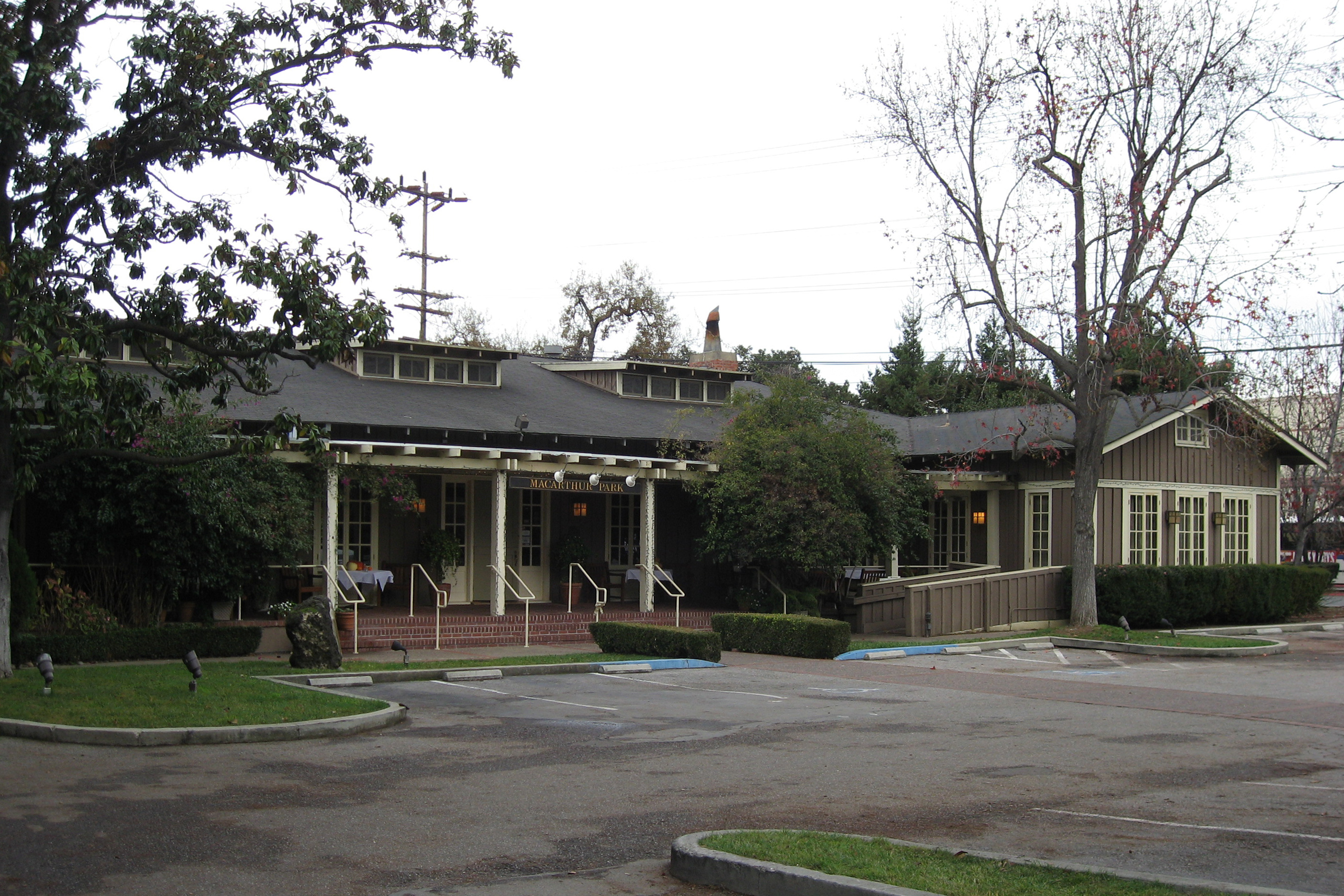
La antigua Community House de Palo Alto.

El ciclismo es un modo popular de transporte en Palo Alto. El 9,5 % de los residentes viaja en bicicleta al trabajo, el porcentaje más alto de cualquier ciudad en el área de la bahía, y la tercera más alta en los Estados Unidos, después de Davis, California y Boulder, Colorado. Desde el año 2003, Palo Alto ha recibido un estado de bicicletas friendly de la Comunidad de "Gold" de la Liga de Ciclistas Americanos. Es también el lugar de nacimiento y el hogar de la bici Arco.
El terreno plano de la ciudad las muchas calles residenciales tranquilas y la sombra de los árboles ofrecen comodidad y seguridad a los ciclistas, y el clima templado hace que el ciclismo se vea afectado positivamente. Palo Alto fue pionera en el concepto de la bicicleta bulevar en la década de 1980, debido a la mejora de la calle residencial Bryant en dar prioridad a ciclistas mediante la eliminación de las señales de alto, brindando señales especiales de tráfico, y la instalación de desviadores de tráfico, y un puente de la bicicleta peatonal sobre Matadero Creek. Sin embargo, calles arteriales ocupadas que a menudo ofrecen la ruta más rápida y directa a muchos destinos, son peligrosas para los ciclistas debido a los altos volúmenes de tráfico y la falta de carriles bici. El Camino Real, Alma de la calle, y Embarcadero y Middlefield caminos, todos identificados como "de alta prioridad" para la adición de carriles bici para mejorar la seguridad por el Palo Alto Plan de Transporte de la bicicleta de 2003 aún no contienen disposiciones para los ciclistas.

### Caminando
Las condiciones para caminar son excelentes en Palo Alto, excepto por el cruce de calles arteriales de gran volumen, tales como El Camino Real y Oregon Expressway. Las aceras están disponibles en casi todas las calles de la ciudad, con la notable excepción de la zona de Barron Park, que fue el último en incorporarse a la ciudad. Un extenso bosque urbano, que está protegido por el código municipal de la ciudad, ofrece sombra y la diversidad visual, y ralentiza el tráfico de vehículos de motor. El 4,8 % de los residentes vive a pie de obra.

## Ciudades hermanadas
Palo Alto tiene seis ciudades en hermanamiento:
- Albi, Francia, desde 1994
- Linköping, Suecia, desde el año 1987
- Oaxaca, México, desde 1964
- Enschede, Países Bajos, desde 1980
- Palo, Filipinas, desde 1963
- Tsuchiura, Japón, desde 2009

## Demografía
| 58,594     | 58,218 | 57,336 | 56,986 | 56,723 | 56,982 |
| (Fuente: ) |        |        |        |        |        |

## Residentes famosos
- William Bradford Shockley (1910-1989)
- Steve Jobs (1955-2011)
- Mark Zuckerberg (n. 1984)
- Larry Page (n. 1973)
- Serguéi Brin (n. 1973)
- Tim Cook (n. 1960)
- Jerry Yang (n. 1968)
- David Filo (n. 1966)
- Elon Musk (n. 1971)
- Jawed Karim (n. 1979)
- Hugo Sáez Contreras (n. 1979)
- Michio Kaku (n. 1947)
- Condoleezza Rice (n. 1954)
- Clayton Rohner (n. 1957)
- Jeremy Lin (n. 1988)
- Doug Clifford (n. 1945)
- James Franco (n. 1978)
- Lenika de Simone (n. 1988)
- Dave Franco (n. 1985)
- Katy Perry (n. 1984)
- Bree Turner (n. 1977)